# Provincia di Thai Nguyen
Thai Nguyen (vietnamita: Thái Nguyên) è una provincia del Vietnam, nella regione di Dong Bac. Occupa una superficie di 3.534,4 km² e ha una popolazione di 1.286.751 abitanti. 
La capitale provinciale è Thái Nguyên. 

## Distretti
Di questa provincia fanno parte la città (thành phố) di Thái Nguyên, la città (thị xã) di Sông Công e i distretti (huyện) di:
- Đại Từ
- Định Hóa
- Đồng Hỷ
- Phổ Yên
- Phú Bình
- Phú Lương
- Võ Nhai